# Rocca di Neto
Rocca di Neto es una localidad italiana de la provincia de Crotona, región de Calabria, con 5.578 habitantes.

## Evolución demográfica
| Gráfica de evolución demográfica de Rocca di Neto entre 1861 y 2001 |
|                                                                     |
| Fuente ISTAT - Elaboración gráfica por parte de Wikipedia           |